# Béla Oláh
Béla Oláh (Nyírvasvári, 27 marzo 1956) è un ex sollevatore ungherese che ha gareggiato nella categoria dei pesi mosca (fino a 52 kg.).
Ha partecipato a due edizioni dei Giochi Olimpici.

## Carriera
Entrato a far parte della squadra nazionale ungherese di sollevamento pesi nel 1976, Béla Oláh nel 1977 ottiene la medaglia di bronzo ai Campionati europei di Stoccarda con 230 kg. nel totale, dietro al sovietico Aleksandr Voronin (247,5 kg.) ed al connazionale György Kőszegi (235 kg.).
L'anno seguente ripete la medaglia di bronzo ai Campionati europei di Havířov con 235 kg. nel totale.
È ancora medaglia di bronzo ai Campionati europei di Varna del 1979 con 232,5 kg. nel totale.
L'anno successivo partecipa alle Olimpiadi di Mosca 1980, valide anche come campionati mondiali, dove termina la competizione al 4º posto finale con 245 kg. nel totale, lo stesso risultato dei primi tre classificati, il sovietico Kanıbek Osmonaliev ed i nordcoreani Ho Bong-chol e Han Gyong-si, con Oláh relegato fuori dal podio a causa del suo peso corporeo leggermente superiore a quello degli altri tre. 
Nel 1981 vince un'altra medaglia di bronzo ai Campionati europei di Lilla con 235 kg. nel totale.
Dopo diversi anni in cui non ottiene risultati di rilievo a livello internazionale, Béla Oláh torna a vincere una medaglia di bronzo ai Campionati europei di Cardiff del 1988 con 232,5 kg. nel totale. Lo stesso anno partecipa alle Olimpiadi di Seul 1988 classificandosi al 7º posto finale con 237,5 kg. nel totale.